# Darwin Carrero
Darwin Carrero (Cúcuta, Colombia, 4 de noviembre de 1993) es un futbolista colombiano. Juega como defensor en el Portuguesa FC.

## Clubes
| Club             | País     | Año           |
| ---------------- | -------- | ------------- |
| Cúcuta Deportivo | Colombia | 2012-2019     |
| Patriotas Boyacá | Colombia | 2019-2021     |
| Al-Yarmouk SC    | Kuwait   | 2021-presente |

Cúcuta Deportivo
| Colombia
2022-2023
Portuguesa
| Venezuela
2024-presente

## Estadísticas
- Actualizado al 26 de septiembre de 2021.

| Club                        | Div.          | Temporada     | Liga  | Liga  | Copa Nacional | Copa Nacional | Copa Internacional | Copa Internacional | Total | Total |
| Club                        | Div.          | Temporada     | Part. | Goles | Part.         | Goles         | Part.              | Goles              | Part. | Goles |
| --------------------------- | ------------- | ------------- | ----- | ----- | ------------- | ------------- | ------------------ | ------------------ | ----- | ----- |
| Cúcuta Deportivo · Colombia | 1.ª           | 2012          | 0     | 0     | 1             | 0             | —                  | —                  | 1     | 0     |
| Cúcuta Deportivo · Colombia | 1.ª           | 2013          | 2     | 0     | 6             | 1             | —                  | —                  | 6     | 1     |
| Cúcuta Deportivo · Colombia | 2.ª           | 2014          | 11    | 0     | 9             | 0             | —                  | —                  | 20    | 0     |
| Cúcuta Deportivo · Colombia | 1.ª           | 2015          | 19    | 0     | 4             | 0             | —                  | —                  | 23    | 0     |
| Cúcuta Deportivo · Colombia | 2.ª           | 2016          | 17    | 0     | 6             | 0             | —                  | —                  | 23    | 0     |
| Cúcuta Deportivo · Colombia | 2.ª           | 2017          | 19    | 0     | —             | —             | —                  | —                  | 19    | 0     |
| Cúcuta Deportivo · Colombia | 2.ª           | 2018          | 21    | 0     | 6             | 2             | —                  | —                  | 27    | 2     |
| Cúcuta Deportivo · Colombia | 2.ª           | 2019          | 10    | 1     | 2             | 0             | —                  | —                  | 12    | 1     |
| Cúcuta Deportivo · Colombia | Total club    | Total club    | 99    | 1     | 34            | 3             | 0                  | 0                  | 134   | 4     |
| Patriotas Boyacá · Colombia | 1.ª           | 2019          | 6     | 0     | —             | —             | —                  | —                  | 6     | 0     |
| Patriotas Boyacá · Colombia | 1.ª           | 2020          | 16    | 1     | 1             | 0             | —                  | —                  | 17    | 1     |
| Patriotas Boyacá · Colombia | 1.ª           | 2021          | 7     | 0     | 2             | 0             | —                  | —                  | 9     | 0     |
| Patriotas Boyacá · Colombia | Total club    | Total club    | 29    | 1     | 3             | 0             | 0                  | 0                  | 32    | 1     |
| Total carrera               | Total carrera | Total carrera | 128   | 2     | 37            | 3             | 0                  | 0                  | 166   | 5     |

## Palmarés

### Campeonatos nacionales
| Título                   | Club             | País        | Año  |
| ------------------------ | ---------------- | ----------- | ---- |
| Primera B                | Cúcuta Deportivo | Colombia    | 2018 |
| Ascenso a la categoría A | Cúcuta Deportivo | 🇨🇴 Colombia | 2018 |